# Ốc tỏi
Ốc tỏi hay ốc hành (Danh pháp khoa học: Oxychilus alliarius) là tên gọi chỉ chung cho loại ốc trong họ nhà ốc, sinh sống ở vùng nước ngọt, tên của loài ốc này được đặt vì trông hình dạng giống củ tỏi.

## Đặc điểm
Ốc có màu hồng nhạt, và có sọc đậm hơn chạy song song theo vỏ ốc. Ốc tương đối lớn so với các loại ốc mỡ, ốc nhảy, ốc hương... Ốc có vỏ to và không đều, ở phần đầu vỏ ốc trơn láng, đến phần cuối vỏ ốc tạo thành hình xoáy có các mấu nhô lên. Miệng ốc không đều như các loại ốc khác mà ở phần đầu có những múi nhô lên, phần sau không có các múi này.
Đây là loại thực phẩm giàu chất dinh dưỡng, có vị giòn sựt. Ốc tỏi thường dùng làm nguyên liệu cho các món ăn ngon mà đặc biệt là món ốc tỏi nướng mỡ hành (là một trong những món thịnh hành tại Thành phố Hồ Chí Minh), ốc tỏi nhồi, ốc tỏi xào, ốc tỏi nướng hương vị (sa tế), mì xào ốc tỏi

## Hình ảnh

- Tập tin:Oxychilus alliarius 01.jpg